# Павловское (городской округ Истра)
Па́вловское — деревня  в городе областного подчинения Истра с административной территорией (в Истринском районе) Московской области. Входит в городской округ Истра. До 2017 года являлась административным центром Ивановского сельского поселения. Население — 1215 чел. (2010).

## Топоним
Раннее была известна как Павловская.

## География

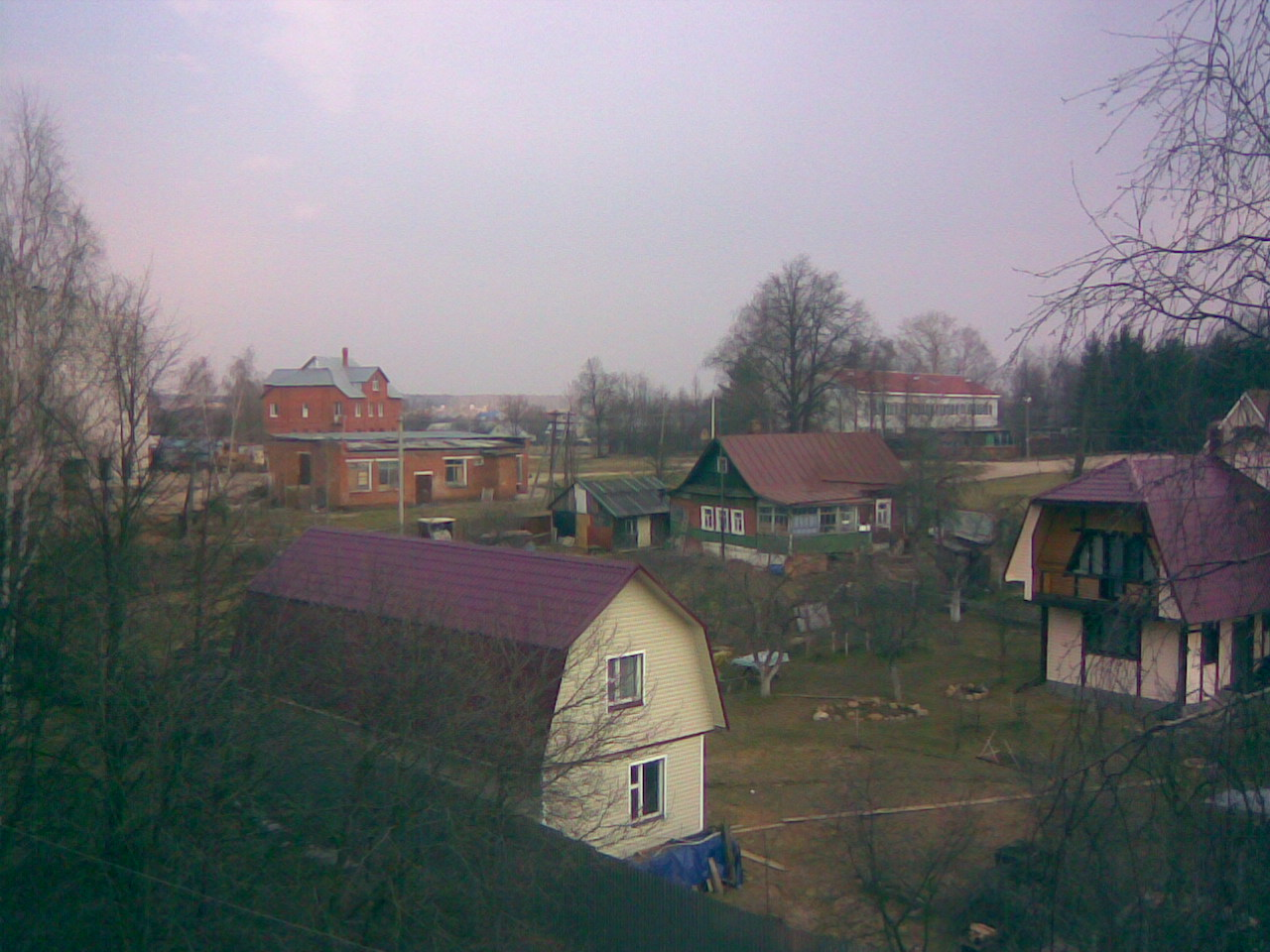
Павловское весной

Деревня расположена в 28 километрах западнее Москвы, на Московском малом кольце, в 3 километрах к югу от его пересечения с Волоколамским шоссе. Центральная кольцевая автомобильная дорога, которая должна быть проложена в этих краях, «отодвинута» на запад, за город Истру.
В километре к западу и югу — река Истра. В полукилометре к юго-западу расположен Истринский полигон твёрдых бытовых отходов.

## История
Деревня известна с XIX века.
Под названием Павловская входила в состав Звенигородского уезда, Московская губерния, Российская империя.
В 1994—2006 годах — центр Ивановского сельского округа.

## Население
| 2002 | 2006  | 2010  |
| ---- | ----- | ----- |
| 1241 | ↘1161 | ↗1215 |

## Известные уроженцы
- Балебин, Василий Алексеевич — Герой Советского Союза.
- Земский, Александр Николаевич — советский архитектор и управленец[4][5].
- Копалин, Илья Петрович — советский кинорежиссёр-документалист, сценарист, педагог, начальник фронтовой киногруппы в годы Великой Отечественной войны. Народный артист СССР (1968), лауреат шести Сталинских премий (1941, 1942, 1946, 1948, 1949, 1951).

## Инфраструктура

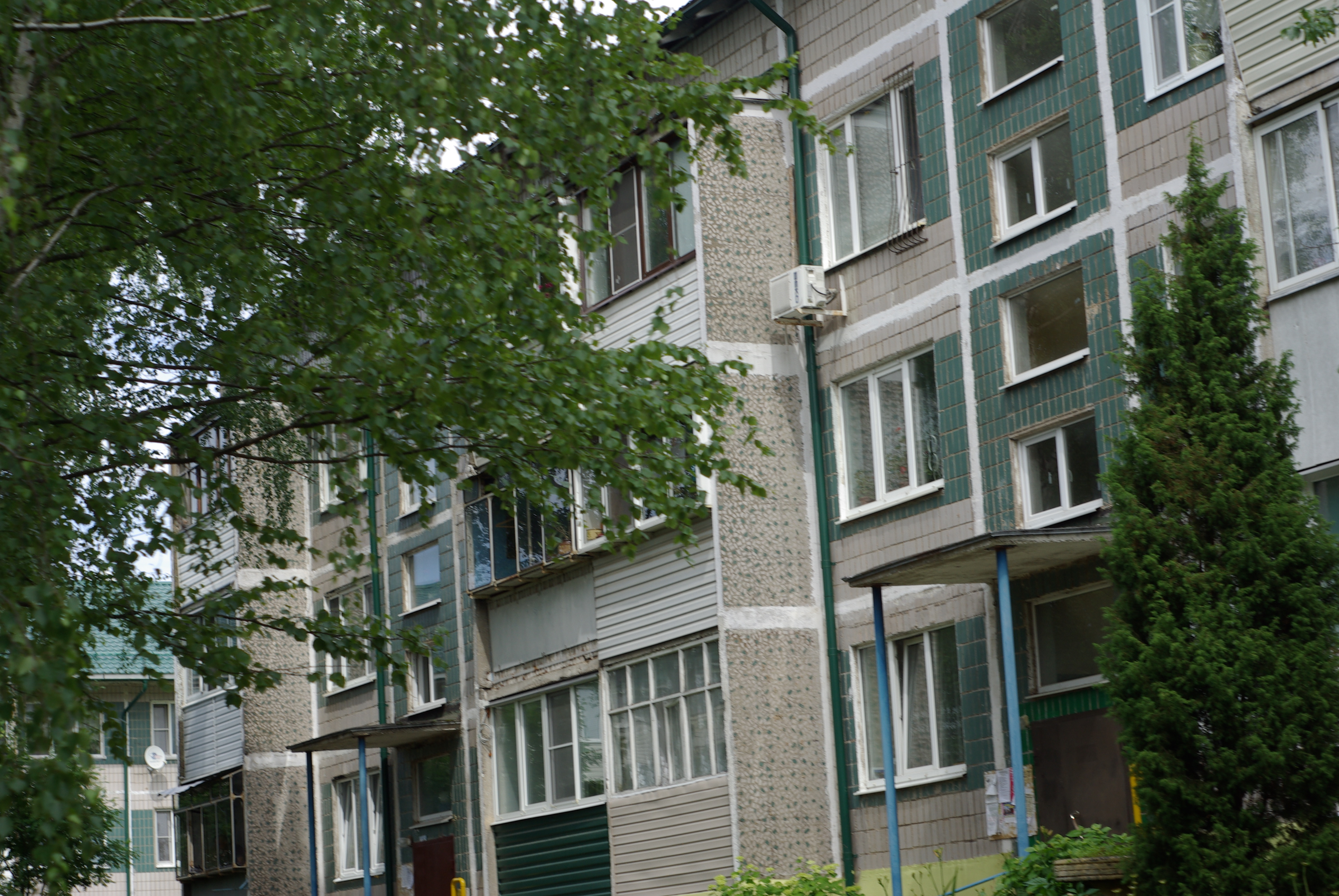
Панельные дома в деревне Павловское (2024)

Застройка деревни неравномерна: в центре деревни, у кольцевой автодороги — 8 трёх-, четырёх-этажных домов; в северной части деревни от дороги на восток на полтора километра идет улица частных одноэтажных домов; также несколько частных домов расположены рядом с центром.

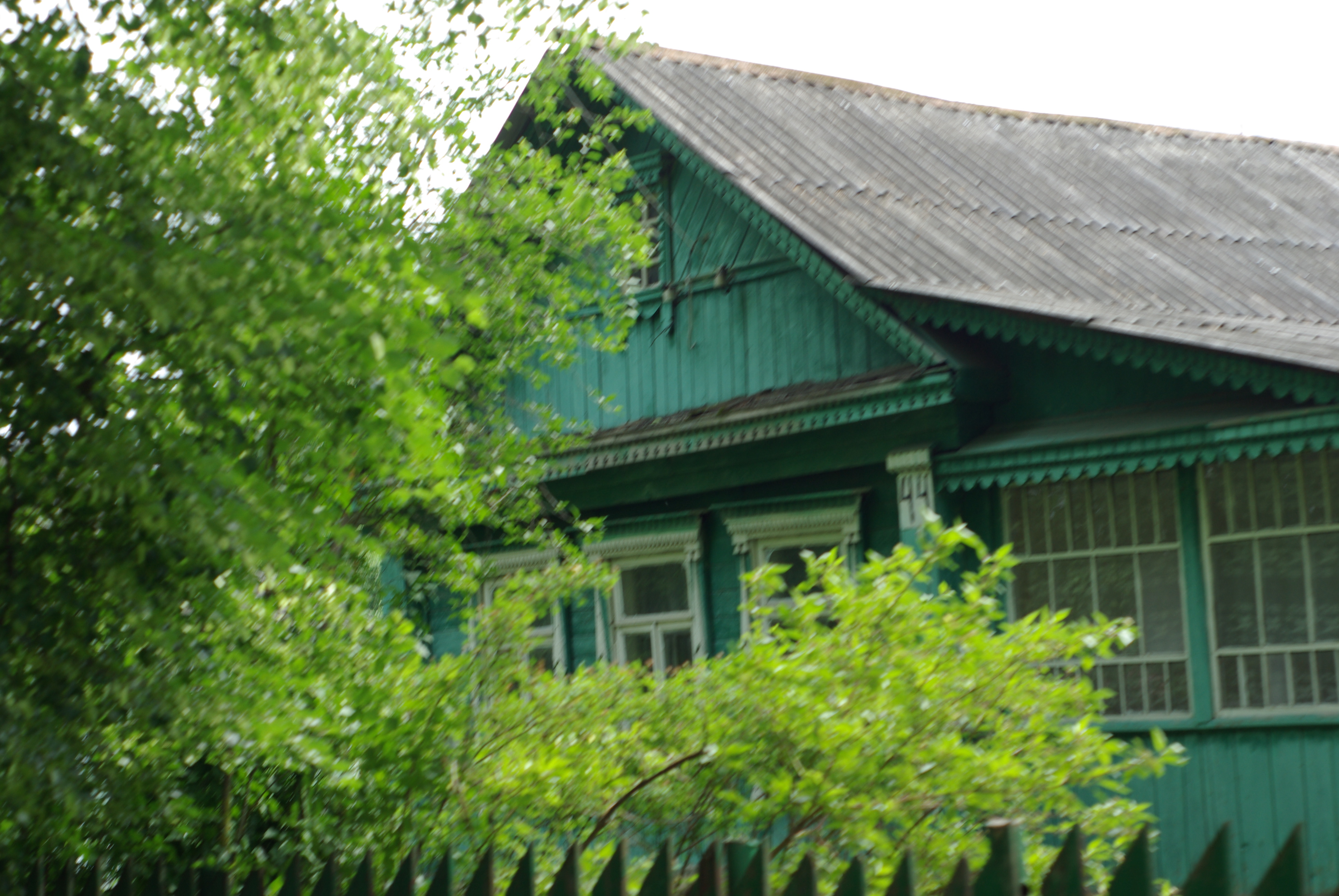
Один из деревянных домов на старой улице деревни Павловское (2024)

Общественный центр (2024)

В деревне расположены: совхоз «Куйбышево» (частично ликвидирован), школа, детский сад.

### Горнолыжные склоны
Недалеко от деревни имеются горнолыжные склоны, которые известны и за пределами этих мест. Склоны представляют собой несколько трасс с интересным рельефом, разной сложности и длины. Длина склона: 150—200 метров, перепад высот: 30—35 метров. Имеются 5 бугельных подъемников. Из инфраструктуры для горнолыжников — несколько бытовок разных организаций, в которых можно погреться и переодеться, получить бугель и воспользоваться небольшим прокатом. В связи с тем, что ближайшая железнодорожная станция называется Манихино-1, туристические организации именуют эти склоны «Манихино».